# Tiflolibros
Tiflolibros ist eine digitale Bibliothek für Blinde und Sehbehinderte in Argentinien. Sie ist die erste und bisher (2009) einzige digitale Bibliothek dieser Art im spanischsprachigen Raum. 

## Geschichte
Tiflolibros wurde 1999 unter Leitung von Pablo Lecuona und Mara Lis Vilar von Blinden und Sehenden, die mit der Problematik der Sehbehinderung vertraut sind, in Buenos Aires, Argentinien, gegründet. Heute wird Tiflolibros über die gemeinnützige Gesellschaft Tiflonexos finanziert.

### Name
Der Name kommt aus der griechischen Mythologie. Tiflos bedeutet im Griechischen blind und soll demnach eine Insel gewesen sein, auf die man Blinde verbannte, um sie dort ihrem Schicksal zu überlassen. Libros ist das spanische Wort für Bücher.

### Auszeichnungen
Im November 2003 wurde Tiflolibros mit dem internationalen Betinhopreis der Gesellschaft Association for Progressive Communications ausgezeichnet, mit dem Technologieprojekte zum Nutzen der Bewohner Lateinamerikas und der Karibik anerkannt werden.

## Funktionsweise
Die über 25.000 Titel stehen ausschließlich Personen zur Verfügung, die aufgrund ihrer Behinderung keine gedruckten Bücher lesen können. Wer Tiflolibros nutzen möchte, muss sich unter Nachweis der Behinderung (Kopie des Schwerbehindertenausweises) und Hilfsmittel zur Computernutzung (z. B. JAWS, Braillezeile) anmelden. Nach Anmeldung bekommt er Benutzernamen und Passwort, um Bücher zu bestellen. Die Bücher werden im ZIP (Dateiformat) per E-Mail zugeschickt.
Neue Bücher können als ZIP-Datei-Anhang per E-Mail an Tiflolibros geschickt werden. In der E-Mail sollten Titel, Autor, Kategorie, Genre und Sprache des Buches angegeben werden. Das neue Buch wird dann innerhalb weniger Tage in die Bibliothek eingestellt.
Die meisten Bücher werden von den Nutzern der Bibliothek selbst eingescannt. Andere werden von bekannten Autoren und Verlagen in digitaler Form zur Verfügung gestellt. Außerdem tippen ehrenamtliche sehende Helfer Material ein oder korrigieren gescannte Bücher.

## Weblink
- HP der Bibliothek